# Anaxyrus cognatus
Anaxyrus cognatus és una espècie d'amfibi que viu a Nord-amèrica.
Està amenaçada d'extinció per la pèrdua del seu hàbitat natural.